# کلارکسویل (آیداهو)
کلارکسویل (به انگلیسی: Clarksville) یک منطقهٔ مسکونی در ایالات متحده آمریکا است که در شهرستان کوتنای، آیداهو واقع شده‌است. کلارکسویل ۷۱۱٫۱۱ متر بالاتر از سطح دریا واقع شده‌است.